# The Sacrifice of Life
The Sacrifice of Life är det amerikanska poppunkbandet Midtowns första EP, utgiven 1999.

## Låtlista
1. "Direction" - 2:23
2. "The Easy Way Out" - 2:17
3. "Sacrifice of Life" - 3:07
4. "Living in Spite" - 1:53
5. "Come On" - 5:04

### Fotnoter
1. ↑  ”The Sacrifice of Life”. Discogs.com. http://www.discogs.com/Midtown-The-Sacrifice-Of-Life/release/1248616. Läst 1 maj 2012.